# Trechaleidae
Famille
Les Trechaleidae sont une famille d'araignées aranéomorphes.

## Distribution

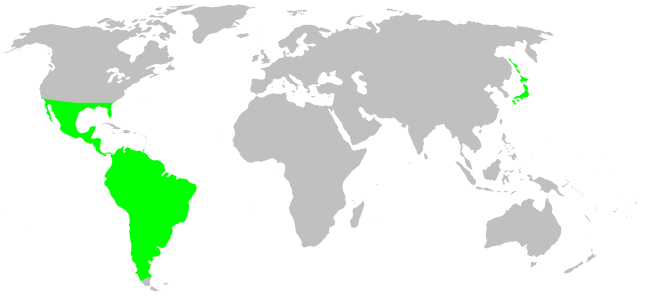
Distribution

Les espèces de cette famille se rencontrent en Amérique du Sud, en Amérique centrale, dans le Sud de l'Amérique du Nord et au Japon.

## Description

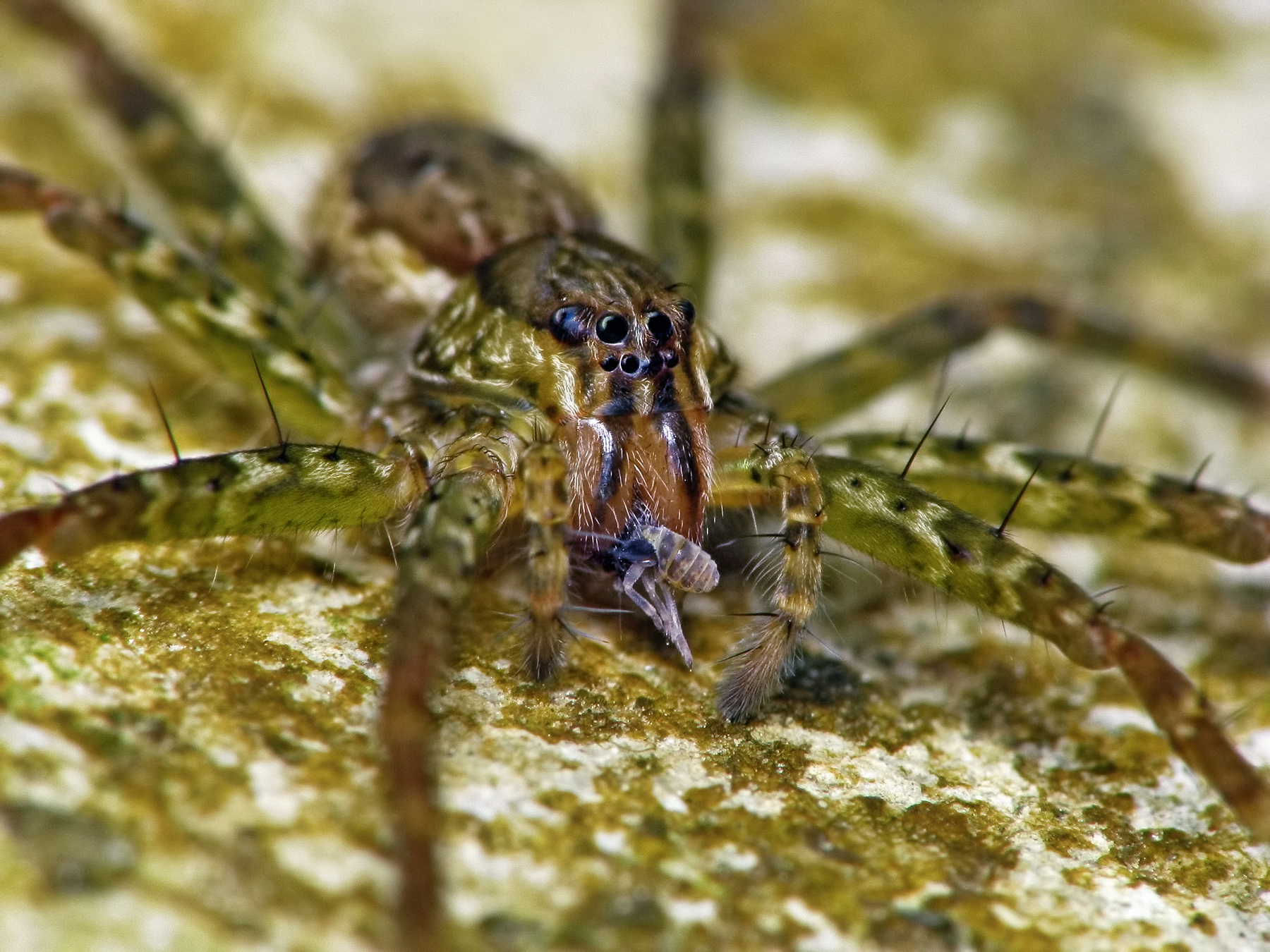
Trechaleidae du Brésil.

## Paléontologie
Cette famille est connue depuis le Paléogène.

## Liste des genres
Selon World Spider Catalog (version 26, 05/07/2025) :
- Amapalea Silva & Lise, 2006
- Barrisca Chamberlin & Ivie, 1936
- Caricelea Silva & Lise, 2007
- Cupiennius Simon, 1891
- Dossenus Simon, 1898
- Dyrines Simon, 1903
- Enna O. Pickard-Cambridge, 1897
- Heidrunea Brescovit & Höfer, 1994
- Hesydrus Simon, 1898
- Metashinobius Wei & Liu, 2025
- Neoctenus Simon, 1897
- Paradossenus F. O. Pickard-Cambridge, 1903
- Paratrechalea Carico, 2005
- Rhoicinus Simon, 1898
- Shinobius Yaginuma, 1991
- Syntrechalea F. O. Pickard-Cambridge, 1902
- Trechalea Thorell, 1869
- Trechaleoides Carico, 2005

Selon World Spider Catalog (version 23.5, 2023) :
- † Linoptes Menge, 1854

## Systématique et taxinomie
Cette famille a été décrite par Simon en 1890.
Cette famille rassemble 137 espèces dans 18 genres.
Le genre Demelodos Mello-Leitão, 1943 est un nomen dubium pour Silva et Lise en 2010 car basé sur une femelle immature.
Le genre Dyrinoides Badcock, 1932 est un nomen dubium pour Carico en 1993 car basé sur des juvéniles.

## Publication originale
- Simon, 1890 : « Études arachnologiques. 22e Mémoire. XXXIV. Étude sur les arachnides de l'Yemen. » Annales de la Société Entomologique de France, sér. 6, vol. 10, p. 77-124 (texte intégral).